# NGC 6719
NGC 6719 је спирална галаксија у сазвежђу Паун која се налази на NGC листи објеката дубоког неба.
Деклинација објекта је - 68° 35' 16" а ректасцензија 19h 3m 7,3s. Привидна величина (магнитуда) објекта NGC 6719 износи 12,8 а фотографска магнитуда 13,5. Налази се на удаљености од 42,507 милиона парсека од Сунца. NGC 6719 је још познат и под ознакама ESO 72-8, IRAS 18578-6839, PGC 62710.